# زیارت گیومری
زیارت گیومری (ارمنی: Ուխտագնացություն դեպի Գյումրի) فیلمی مستند دربارهٔ زمین لرزه در ارمنستان است که تلفات زیادی داشت. این اثر محصول سال ۱۹۹۱ به کارگردانی لوون مکردجیان با نقش آفرینی لوریس چکناواریان است.
چکناواریان ضمن برگزاری یک کنسرت خیریه در ایالات متحده آمریکا برای کمک به زلزله‌زدگان از ایروان به گیومری با پای پیاده سفر نمود؛ و در مسیرش پولی را برای کمک به مردم جمع‌آوری کرد. کمکی که به رقم بسیار بالایی در آن زمان رسید و صرف بازسازی فرهنگی در گیومری شد.
این مستند ابتدا در تلویزیون ارمنستان روی آنتن رفت پس از سال‌ها این اثر در حاشیه هفته بزرگداشت لوریس چکناواریان در روزهای ۱۴ و ۱۵ دی ۱۳۹۶ در خانه هنرمندان به نمایش درآمد.